# Lomaptera pygidialis
Lomaptera pygidialis är en skalbaggsart som beskrevs av Thomson 1860. Lomaptera pygidialis ingår i släktet Lomaptera och familjen Cetoniidae. Inga underarter finns listade i Catalogue of Life.